# Kung Blackes hög
Kung Blackes hög är en så kallad kungshög på ett gravfält i Blacksta socken.

## Gravfältet med Kung Blackes hög
Gravfältet har en utbredning på 110x50 meter i nordnordöst till sydsydväst och består av 18 fornlämningar. Av dessa utgörs  4 av högar, en treudd och 13 runda stensättningar. Den största högen är 30-32 meter i diameter och 4 meter hög. I den stora högens mitt är en grop 8 meter diameter och 0.2-0.3 meter djup. På nordvästra sidan är en grop 3 meter diameter och 0.5 meter djup i vilken stod en telefonstolpe. I västra kanten är 3 stycken 3-4 meter stora block. De övriga högarna är 6-7 meter i diameter och 0.5-0.9 meter höga. En av dessa är en skadad i ytan. 
Den triangulära stensättningen har 6 meters sida, med uddar mot västsydväst, sydöst och nordnordväst och är 0.2 meter hög, Stensättningarna är övertorvad  med några enstaka 0.1-0.4 meter stora stenar i ytan. En stensättning har osäker kantkedja 0.2-0.3 meter hög av 0.3-0.6 meter långa stenar. Samma stensättning är skadad, i väster är ett 5x3 meter stort segment borttaget. Mellan den största högen och gravfältets sydvästra del är ett 10-15 meter brett fornlämningsfritt område. Detta parti är något nedsänkt och kan ha varit en väg. Gravfältets sydvästra del avslutas abrupt av en sänka och en gräsmatta intill ett huset med en förhöjning. En meter söder om infartsväg och 8 meter väster om gravfältets västra begränsning finns ytterligare en stensättning , närmast rund, 3-4 meter i diameter och 0.3 meter hög. Den är övertorvad med i ytan några enstaka stenar, 0.1 meter stora. På stensättningen är en björkstubbe. Stensättningen är en något osäker fornlämning.

## Område av riksintresse Blackstaby
Området visar på ett tydligt maktcentra med ”stormannasläkter” under yngre järnålder, med strategiska fornborgar som bevakar sjövägen in till Blacksta. Samtliga byar har stora gravfält. Här fanns det ursprungligen två storhögar. 2023 finns endast Kung Blackes hög kvar. Det är en av Södermanlands största gravhögar. Utmed vägarna i området står det runstenar resta på platser som bildar entréer till bygden. Byarna, vägsträckningarna och gravfälten visar på ett ålderdomligt mönster och med lång kontinuitet i bebyggelsen på platsen. Näshagen invid Långhalsen, söder om Trinkesta, är en sammanhållen fornlämningsmiljö med fornlämningar som sträcker sig från bronsålder till yngre järnålderns stora höggravfält. I området ingår fossil åkermark. Näshagen framstår som en plats av en dignitet som motsvarar Balcksta/Bjudby men som inte hyst någon känd historisk bebyggelse.
Fornlämningarna dominerar med sin monumental placering landskapet. Målet för områdets riksintresse är att sambanden mellan fornlämningarna, vägen och kopplingen till den historiska bebyggelsen ska vara lätta att förstå. Det ålderdomliga vägnätet löper ofta på gränsen mellan in- och utmark. Det öppna landskapet och  ålderdomliga bystrukturer och också enskilda byggnader av kulturhistoriskt värde ska bevaras liksom kyrkomiljö. Fornlämningarna ska bevaras och vårdas. Ängs- och hagmarker ska betes för att fornlämningarna ska vårdas och vara synliga. Byarna utveckling ska få nya byggnader anpassade till  byarnas struktur och äldre byggnader. Landskapsbilden präglas av böljande jordbrukslandskap med skogklädda höjder med insprängda områden med ängar och hagar. På höjderna och i hagmarken finns de flesta fornlämningarna med höggravfälten väl synliga i landskapet. Byarna Fyrby, Trinkesta, Blacksta och Bjudby ligger efter varandra utmed  landsvägen. Bebyggelsen är traditionell gårdsbebyggelse med några hus från 1700-talet men mest från 1800-talet. 
Historiska museet förvarar flera bergartsyxor från stenålder som påträffats vid Fyrby, Trinkesta och Kulsta.  I Blacksta finns boplatser från yngre stenåldern på mellan 30 och 50 meter över havet. Bronsåldern har efterlämnat enstaka rösen och några solitära stensättningar: De antyder att bosättningar var spridda i området  under bronsålder. Järnålderns gravfält har ett antal gravar av äldre järnålderstyp. De gravarna ligger oftast mycket nära de höggravfält som präglar den yngre järnålderns gravar. Områdets tre fornborgar, två på berg invid sjön Långhalsen med kontroll över bygdens vattenfarled. Den tredje låg vid Sköttseltorp i norr med norra Blackstabygden under sin uppsikt. Fornborgarna skyddar vägarna in till järnåldersbygden vid Blacksta och Bjudby. Fornborgarna ingår i ett större system av fornborgar i området runt Vadsbro, Bettna, Blacksta och Husby-Oppunda. Under yngre järnålder var det en rik bygd med stora gårdar med stora gravfält. Invid Långhalsens strand finns ett höjdområdet Näshagen med bronsåldersrösen och omfattande gravfält kontinuerligt använda under hela järnåldern. Detta område saknar känd bebyggelse i historisk tid. I äldre tid låg området under flera byar sedan mestadels Trinkesta, socknens kyrkoherdeboställe. Fornlämningar i Näshagen visar att bosättning fanns på området under förhistorisk tid. I området för riksintresset finns ett antal runstenar vid vägarna. Bjudby har tre stenar som alla omnämner Torstens släkt. Två stenart har  mycket fina ristningar. Vid Trinkesta fanns en runsten nu försvunnen, vid Fyrby finns en ristning i fast häll nära vägen. En hålväg vid Bjudby ligge nära två av runstenarna. Vid Trinkesta hittades på 1800-talet en silverskatt, med mest slivermynt från kung Ethelred II (danagäld?). Gravfältet vid Blacksta har en bevarad kungshög,  med 30 meter i diameter och 4 meter hög. Vid Bjudby fanns tidigare en storhög som togs bort 1800-talet. Blackstas byar har haft två till tre gårdar. Gårdarna  läg kvar på bytomten efter laga skifte. I byrna Fyrby, Kulsta och Bjudby har byarnas karaktär förblivit välbevarad. Blacksta bondebygd kan jämföras området söder om Långhalsen i Bettna socken. Det området domineraa av tre säterier, Ålspånga, Ekenäs och Harlinge. 
Yngre järnålders maktcentrum uttryckts i höggravfälten och storhögarna.Några av runstenarna berättar om Torstens släkt. Stormän dominerade under yngre järnålder. medan självägande bönder tog över i historisk tid. Fornborgarna bevakar vattenlederna med fri sikt emellan sig. De förhistoriska gravfälten är exponerar mot vattenvägar och längs vägarna står runstenarna resta.